# 17961 Mariagorodnitsky
A 17961 Mariagorodnitsky (ideiglenes jelöléssel 1999 JB37) a Naprendszer kisbolygóövében található aszteroida. A LINEAR projekt keretében fedezték fel 1999. május 10-én.